# Steviolglycoside

Structuurformule van stevioside

Steviolglycosiden vormen een mengsel van zoetstoffen (o.m. stevioside en rebaudioside) die gewonnen worden uit de honingkruidplant (Stevia rebaudiana). 
Steviolglycosiden zijn hittebestendig, pH-stabiel, en vergisten niet. Steviolglycosiden vormen de enige bestanddelen van de suikervervanger stevia. Ze veroorzaken geen glykemische reactie en zijn daarom als suikervervanger geschikt voor diabetici en personen die een koolhydraatgevoelig dieet volgen.

## Smaak
Steviolglycosiden zijn tot 300 keer zoeter dan suiker. De zoetkracht is afhankelijk van de samenstelling van het mengsel, de zuiverheid, de zuurgraad en de temperatuur. Door middel van enzymen wordt een variant van de stof E 960 gemaakt (E 960c)
Het product wordt niet door alle gebruikers alleen als zoet ervaren: veel mensen proeven een bittere bijsmaak, die bij sommigen overheerst.
Om die reden wordt vaak maltodextrine toegevoegd om de bittere smaak te compenseren. De optimale verhouding tussen maltodextrine en de steviolglycosiden ligt tussen de 40 en 45%.

## Verwerking in het lichaam
Steviolglycosiden kunnen niet door het lichaam opgenomen worden. Een deel wordt door de darmflora echter omgezet in steviol, dat wel door het lichaam kan worden opgenomen. Steviol bindt in de lever aan glucuronzuur en verlaat het lichaam via de urine. De overige steviolglycosiden verlaten het lichaam via de ontlasting.

## Toelating
In Japan, China, Zuid-Korea en Brazilië zijn steviolglycosiden al geruime tijd toegestaan voor inwendig gebruik. In het oorsprongsgebied van de steviaplant, de grensstreek tussen Paraguay en Brazilië, kent het gebruik van stevia-extract als zoetmiddel al een eeuwenlange traditie en wordt er geen probleem van gemaakt door de wetgever.
In de Europese Unie was daarentegen, met uitzondering van Frankrijk, de toepassing van steviolglycosiden (stevioside en/of rebaudioside) in levensmiddelen tot 2011 niet toegestaan. Dit omdat de veiligheid ervan volgens de Wetenschappelijke Voedingscommissie van de Europese Unie niet vaststond. De Franse overheid heeft in 2009 het aan stevioside verwante rebaudioside A officieel toegestaan als zoetstof. In 2010 adviseerde de EFSA een maximale dagelijkse inname van steviolglycosiden als zoetstof in voedingsmiddelen van 4 mg/kg lichaamsgewicht/dag. en in 2011 werden steviolglycosiden onder E-nummer E 960 opgenomen in de Europese lijst van voedingsadditieven.
In Frankrijk is The Coca-Cola Company, drie maanden nadat de Franse overheid rebaudioside A officieel toestond als zoetstof, er als eerste toe overgegaan om een Fanta-variant met deze zoetstof te gaan zoeten. Ook in Nederland zijn inmiddels verscheidene producten verkrijgbaar die met steviolglycosiden zijn gezoet.

## Naamgeving
Steviolglycosiden moeten op het etiket vermeld worden als zodanig en/of als E 960 (met de toevoeging a of c). Het etiket of ingrediëntenlijst mag niet de zin 'gezoet met stevia' bevatten, aangezien het dan zou gaan om de gehele plant, niet de geraffineerde zoetstof. 'Gezoet met een extract uit de steviaplant' (of vergelijkbaar) is wel toegestaan als aanduiding, mits in de ingrediëntenlijst de juiste benaming wordt aangehouden.